# Moggridgea clypeostriata
Espèce
Moggridgea clypeostriata est une espèce d'araignées mygalomorphes de la famille des Migidae.

## Distribution
Cette espèce est endémique du Congo-Kinshasa.

## Description
Le mâle holotype mesure 7,33 mm

## Publication originale
- Benoit, 1962 : Migidae nouveaux du Musée Royal de l'Afrique Centrale (Araneae-Orthognatha). Revue de zoologie et de botanique africaines, vol. 66, p. 276-282.